# Авторское право во Франции
Право автора (фр. droit d'auteur) или французский закон об авторском праве юридически определяет права создателей творческих и художественных произведений в соответствии с французским законодательством. Основные нормативно-правовые акты, регулирующие сферу копирайта и авторских прав, — закон № 92-597 от 1 июля 1992 года (фр. Loi n° 92-597 du 1 juillet 1992 relative au code de la propriété intellectuelle) и созданный им Кодекс интеллектуальной собственности (фр. Code de la propriété intellectuelle, CPI — включает в себя большинство старых законов; последняя на 16 января 2016 года версия — сводный вариант от 1 января 2016 года).

## История авторского права во Франции
С конца XV века королевская власть патентом предоставляла монопольное право (привилегии) на использование произведений. Для того, чтобы получить защиту привилегии, работы были разделены на разделы, соответствующие различным литературным направлениям: поэзия, перевод, теология и т. д. Королевский цензор выступил с докладом о работе на комитете, который дал заключение о степени и продолжительности защиты произведения. Этот доклад сосредотачивался на оригинальности работы, качестве, понесённых автором или издателем расходов, и интересе для публики.
Во время Великой французской революции все привилегии были отменены, но права авторов были защищены семью законами, принятыми в период 1791—1793 годов, которые оставались в силе до 1957 года. Законы от 13 и 19 января 1791 года предоставляют драматургам монополию на представление их произведений, авторские права предоставляются в течение жизни автора и сохраняются на пять лет после его смерти в интересах его иждивенцев. Закон от 19 и 24 июля 1793 года распространяет монополию на всех авторов (всех жанров, не только драматургов) и продлевает срок защиты до десяти лет после смерти автора. Закон от 14 июля 1866 года увеличивает этот период до пятидесяти лет после смерти. В течение этого периода, личные неимущественные права создаются на основе прецедентного права в целях сохранения связи между автором и его работой.
Основы современного авторского права определяются тремя законами:
- Закон от 11 марта 1957 года признает за авторами экономические и моральные права, созданные судом[5].
- Закон от 3 июля 1985 г.
- Закон № 92-597 от 1 июля 1992 года отменяет законы 1957 и 1985, и включает их положения в Кодекс интеллектуальной собственности.

## Сфера применения
Моральное право даёт автору право на уважение к его имени и его работе (ст. 121-1 CPI).
Кодекс интеллектуальной собственности определяет авторское право, которое охватывает все произведения ума, независимо от их рода, формы выражения, или цели" (ст. 112-19 CPI). «Работа считается созданной, независимо от любого публичного раскрытия, в силу самого факта реализации, даже незавершенной» (ст. 111-2). Граффити защищаются законом об авторском праве, если сделаны законно, и не защищаются, если работа была сделана нелегально.

## Срок охраны
Автор в течение своей жизни пользуется исключительными правами на использование созданного произведения в любой форме. В общем случае после смерти автора (отсчёт начинается с 31 декабря года его смерти) право переходит к его правопреемникам на 70 лет; по истечении этого срока работа переходит в общественное достояние.
Основные моменты:
- Для работ, созданных в соавторстве, календарный год учитывается со смерти последнего из соавторов.
- Для аудиовизуальных произведений календарный год учитывается со смерти последнего выжившего из следующих сотрудников: автор сценария, автор диалогов, автор музыкальных композиций со словами или без слов, главный режиссёр.
- Для работ, созданных под псевдонимами, анонимных или коллективных, продолжительность исключительного права составляет 70 лет по состоянию на 1 января календарного года, следующего за тем, в котором была опубликована работа. Дата публикации определяется в любой форме доказательств в общем праве. Если такая работа опубликована в рассрочку (частями), срок считается с 1 января календарного года, следующего за датой, когда был опубликован каждый элемент (часть). Однако когда работа, созданная под псевдонимом, анонимно или коллективно, публикуется по истечении 70-летнего срока, её владелец пользуется исключительными правами в течение 25 лет с 1 января календарного года, следующего за годом публикации.
- «Расширения войны»: расширения, которые применяются к авторам, погибшим в войнах за Францию - дополнительно 30 лет (то есть 100 лет со дня смерти автора).